# Häfeli DH-3
Die Häfeli DH-3 war ein unter der Leitung von August Haefeli entwickeltes Doppeldecker-Aufklärungsflugzeug des Herstellers Eidgenössische Konstruktionswerkstätte (K+W).

## Geschichte
Anfang 1917 erhielt K+W den Auftrag zum Bau von 30 Exemplaren der DH-3, dies ohne Erprobung, da es sich um eine verbesserte Version des Vorgängerentwurfs DH-2 handelte und die Zelle im Wesentlichen unverändert blieb. Das Fahrwerk erwies sich jedoch als anfällig, und es gab auch Kühlungsprobleme mit dem Triebwerk, bis ein verbessertes System installiert wurde.
24 Exemplare wurden 1917 mit dem Argus-As-II-Triebwerk hergestellt, die 1923 aus dem Einsatz gezogen wurden, als man Mängel in der strukturellen Festigkeit an einer 600 Stunden geflogenen Zelle feststellte. Eine DH-3 führte am 8. Januar 1919 den ersten Luftpostflug in der Schweiz von Zürich/Dübendorf nach Bern durch.

## Varianten
DH-3avier Exemplare wurden 1918 gebaut, davon drei mit einem Hispano-Suiza HS-41-8Aa-Triebwerk. Die Flugzeuge wurden 1922 verschrottet. Eine zweite 1919 bestellte Serie von 30 Maschinen verwendete von der Adolph Saurer AG in Lizenz gebaute Motoren des gleichen Typs. Eine dritte Tranche über 49 Exemplare wurde 1925 aufgelegt. Darunter befanden sich sechs Anfangsschulflugzeuge mit Doppelsteuerung und ein Versuchsflugzeug mit dem 180 PS leistenden Hispano-Suiza HS-41 8Ab Motor, das von der Schweizer Luftwaffe von Oktober 1929 bis April 1930 erprobt wurde. Eine Maschine erhielt in Großbritannien Handley-Page-Vorflügel, die sich so gut bewährten, dass sämtliche zum damaligen Zeitpunkt noch vorhandenen 55 DH-3a 1932 in Thun entsprechend umgerüstet wurden. Gleichzeitig wurden die Maschinen auch derart modifiziert, dass die Besatzung Rücken-Fallschirme tragen konnte. Diese verbesserten DH-3a blieben bis 1938 (gemäss Hans Giger) oder 1939 im Einsatz.
DH-3bdrei DH-3b verwendeten im Versuchsbetrieb einen 150 PS LFW O Motor. Im Jahr 1918 gebaut, waren sie bis 1922 im Einsatz. Die Bewaffnung in Form eines einzelnen Beobachter-MGs wurde um zwei über dem Motor fest eingebaute MGs ergänzt.
Für Winterbetrieb waren eine Anzahl Wechselsätze von Skis anstelle der Radfahrwerke verfügbar.

## Verbleib
Da keines der Flugzeuge erhalten blieb, wurde im Jahr 1994 für das Museum der schweizerischen Fliegertruppen das Projekt eines Nachbaus in Angriff genommen.

## Technische Daten

Häfeli DH-3 im Flug

| Kenngrösse            | DH-3a                                                   |
| --------------------- | ------------------------------------------------------- |
| Besatzung             | 2                                                       |
| Länge                 | 7,95 m                                                  |
| Spannweite            | 12,50 m                                                 |
| Höhe                  | 3,10 m                                                  |
| Flügelfläche          | 38,00 m²                                                |
| Leermasse             | 720 kg                                                  |
| max. Startmasse       | 1110 kg                                                 |
| Höchstgeschwindigkeit | 145 km/h auf Seehöhe                                    |
| Dienstgipfelhöhe      | 4500 m                                                  |
| Reichweite            | 400 km                                                  |
| Triebwerke            | 1 × V-Motor Hispano-Suiza HS-41 8Aa mit 150 PS (110 kW) |